# Jean de Valois, duc de Berry

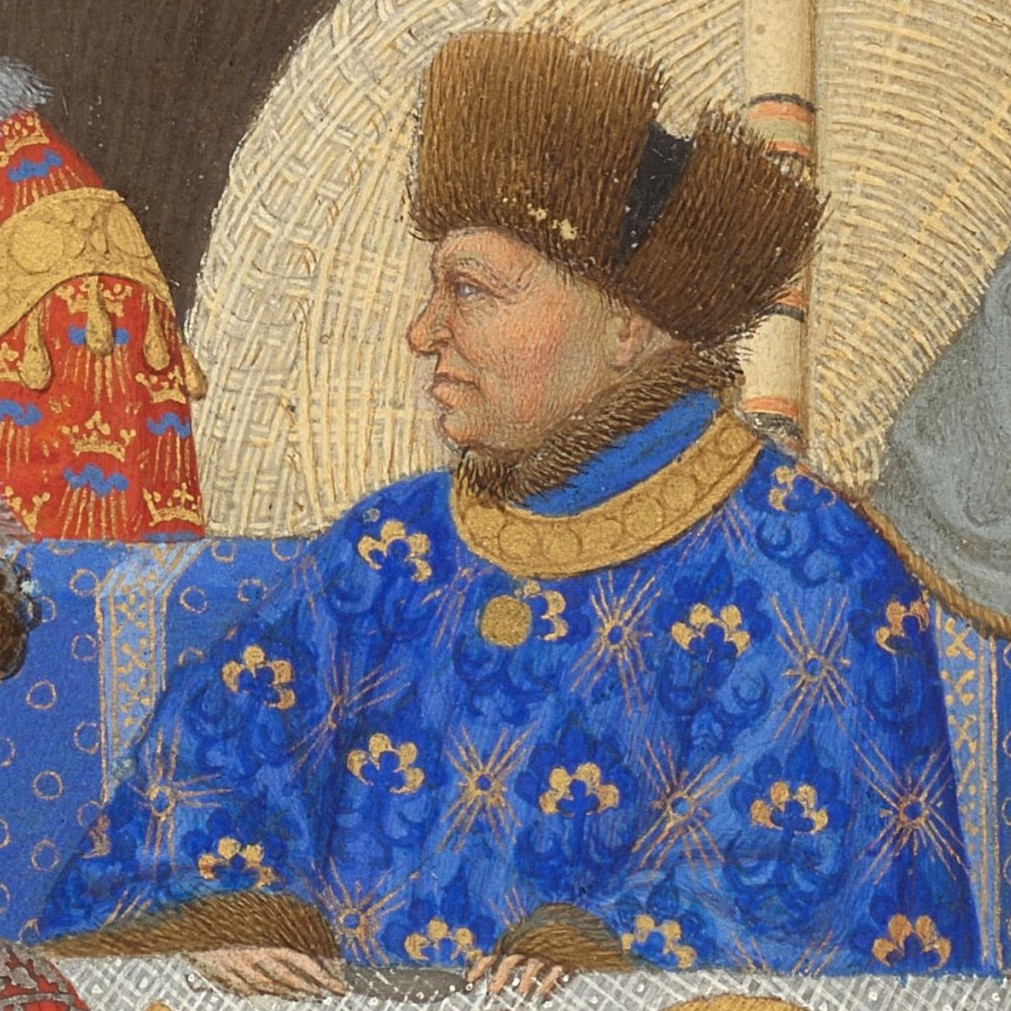
Darstellung des Jean de Valois, duc de Berry im Januar-Bild der Très Riches Heures

Wappen Johann von Berrys 1360

Johann von Valois oder Johann von Berry (französisch Jean de Berry), genannt Jean le Magnifique („Johann der Prächtige“), (* 30. November 1340 im Schloss Vincennes; † 15. Juni 1416 im Hôtel de Nesle in Paris) aus dem Haus Valois war Herzog von Berry und Auvergne, Graf von Poitiers, Étampes und Montpensier sowie durch seine zweite Ehefrau Graf von Auvergne und Boulogne. Er war ein jüngerer Sohn des späteren französischen Königs Johann II. und der Jutta von Luxemburg, der Schwester des Kaisers Karl IV.

## Leben
Im Jahr 1356 erhielt Jean de Valois als Paragium das Herzogtum Auvergne sowie die Grafschaften Berry und Poitou. 1358 wurde er zum Lieutenant du Roi (Stellvertreter des Königs) für Guyenne und Languedoc ernannt. 1360, nach dem Frieden von Brétigny, der seinen Vater nach der Schlacht bei Maupertuis (1356) wieder befreite, wurde das Berry zum Herzogtum erhoben und er zum Pair von Frankreich ernannt; zusätzlich erhielt er die Grafschaft Montpensier. Im selben Jahr ging er seine erste Ehe ein und kam als Geisel nach England, wo er bis zum Jahr 1367 festgehalten wurde.
Als sein älterer Bruder, König Karl V., 1380 starb, übernahm er gemeinsam mit seinen Brüdern Ludwig von Anjou († 1384) und Philipp von Burgund die Regentschaft für dessen unmündigen Sohn Karl VI. (1380–1388, siehe: Regierung der Herzöge), zeichnete sich in dieser Zeit aber vor allem durch seinen Geiz und seine Habgier aus. 1381 wurde er zum Lieutenant-général im Languedoc ernannt, wo er sich durch seine Tyrannei verhasst machte. Als Karl VI. 1390 volljährig wurde, entzog er Berry das Amt und ließ dessen Hauptvertreter im Süden, Jean Béthisac, auf dem Scheiterhaufen hinrichten.
1389 heiratete er in zweiter Ehe Johanna von Auvergne, die 1394 die Grafschaften Auvergne und Boulogne erbte. 1392 trat er, als Karl VI. geisteskrank wurde, erneut in den Regentschaftsrat ein, jetzt gemeinsam mit Philipp von Burgund und seinem Neffen Ludwig von Orléans, wobei Johann den geringsten Anteil an der Macht hatte. Anfangs als Vermittler zwischen den beiden anderen Regenten tätig, geriet er später in Konflikt mit seinem Bruder Philipp und stellte sich auf die Seite Ludwigs, den Philipps Sohn Johann Ohnefurcht 1407 ermorden ließ.
1405 war er Militärgouverneur von Paris, ab 1410 dann gab er im Bürgerkrieg der Armagnacs und Bourguignons die Führung seiner Partei an seinen Schwiegersohn Bernard VII. von Armagnac ab (die nach diesem nun Armagnacs genannt wurde), übernahm aber 1413 noch einmal das Amt des königlichen Stellvertreters im Languedoc.
Johann war Sammler und Auftraggeber kostbarer Handschriften; er besaß eine ganze Reihe von Stundenbüchern, die mit zum Verwechseln ähnlichen Bezeichnungen bedacht wurden: Neben Grandes Heures und Petites Heures gibt es Belles Heures, Très Belles Heures de Jean de France, Très Belles Heures de Notre-Dame und Très Riches Heures. Für das letztgenannte Werk, die berühmteste Buchmalerei des französischen Mittelalters, beauftragte Jean de Berry um das Jahr 1410 die Maler Paul, Johan und Herman von Limburg mit der Illustration.
Er ließ mehrere Paläste errichten, darunter den von Mehun-sur-Yèvre, den in Bourges und ein Schloss am Flussufer in Poitiers. Sein hauptsächlicher Baumeister dabei war Guy de Dammartin.
Johann von Berry wurde in der Krypta der Kathedrale von Bourges beigesetzt.

## Ehen und Nachkommen
Am 24. Juni 1360 heiratete er in Carcassonne Jeanne d’Armagnac († 15. März 1387), Tochter von Jean I., Graf von Armagnac und Béatrice de Clermont, Herrin von Charolais. Das Paar bekam fünf Kinder:
- Charles (* wohl 1362; † 1382), Graf von Montpensier
- Jean II. († 1401/1402), wohl 1382 Graf von Montpensier

⚭ 1) 5. August 1386 in Saint-Ouen Cathérine de France, Tochter König Karls V.
⚭ 2) 1401 Anne de Bourbon, Tochter von Jean I. de Bourbon, comte de La Marche, Graf von Vendôme aus dem Haus der Bourbonen
- Louis (* wohl 1364; † wohl nach Juli 1383)
- Bonne (* wohl 1365; † 30. Dezember 1435 in Carlat), begraben im Kloster Rodez

⚭ 1) 18. Januar 1377 in Paris Amadeus VII., 1383 Graf von Savoyen
⚭ 2) 2. Dezember 1393/8. Januar 1394 Bernard VII., 1391 Graf von Armagnac, Connétable von Frankreich
- Marie (* wohl 1367; † Juni 1434), 1370 Herzogin von Auvergne

⚭ 1) 29. März 1386 in Bourges Louis III. de Châtillon, Graf von Dunois, Herr von Romorantin
⚭ 2) 27. Januar 1392 Philippe d’Artois, Graf von Eu, Connétable von Frankreich
⚭ 3) 22. Juni 1400 in Paris Jean I., 1410 Herzog von Bourbon
Am 5. Juni 1389 heiratete er in Riom Johanna II., 1404 Gräfin von Auvergne und Boulogne, Erbtochter von Graf Johann II. und Eleonore de Comminges. Diese Ehe blieb ohne Nachkommen.
Seine Söhne aus erster Ehe starben vor ihm, ohne eigene Nachkommen zu haben. Seine jüngste Tochter Marie wurde seine Haupterbin. Das Berry und Poitiers fielen an die Krone zurück, das Herzogtum Auvergne ebenso, wurde aber an Maries zweiten Ehemann neu vergeben. Die Grafschaft Montpensier konnte über Marie vererbt werden, da es sich hier um einen Kauf und nicht um eine Apanage handelte. Die Grafschaften Auvergne und Boulogne fielen an die Erben seiner zweiten Frau.